# مونتي بيسيس (جبل)
مونتي بيسيس (بالإنجليزية: Monte Pissis) هو بركان خامد يقع على الحدود بين مقاطعتي لا ريوخا وكاتاماركا في الأرجنتين، على بُعد 25 كيلومترًا إلى الشرق من الحدود التشيلية، ونحو 550 كيلومترًا شمال جبل أكونكاغوا. يُعد الجبل ثاني أعلى بركان في العالم وثالث أعلى جبل في نصف الكرة الغربي. سُمِّي مونتي بيسيس بهذا الاسم تيمنًا بـ بيدرو خوسيه أمديو بيسيس، وهو جيولوجي فرنسي عمل لصالح الحكومة التشيلية. وبالرغم من وقوعه ضمن صحراء أتاكاما الجافة، فإن الجبل يتميز بوجود نهر جليدي واسع يحتوي على شقوق جليدية، وهو أمر نادر في هذه المنطقة. وتُعد قمته أعلى نقطة على سطح الأرض لا تضم نهرًا جليديًا دائمًا.

## الارتفاع
في عام 1994، زعمت بعثة أرجنتينية – باستخدام تقنية GPS المتاحة في ذلك الوقت – أن ارتفاع جبل مونتي بيسيس يبلغ 6,882 مترًا (22,579 قدمًا)، وهو أعلى من جبل أوجوس ديل سالادو. إلا أن هذه القياسات تبيَّنت لاحقًا أنها غير دقيقة، إذ أظهرت دراسات لاحقة باستخدام أنظمة أكثر تطورًا نتائج مغايرة. ففي عام 2005، أجرت بعثة نمساوية مسحًا باستخدام نظام GPS تفاضلي (DGPS) لقمة بيسيس، وحددت الارتفاع عند 6,793 مترًا (22,287 قدمًا). وفي عام 2006، قامت بعثة دولية بقياس الارتفاع مجددًا، وجاءت النتائج متوافقة مع تقدير يقارب 6,800 متر (22,300 قدم). وقد أكدت هذه النتائج لاحقًا بعثة مشتركة تشيلية-أرجنتينية-أوروبية عام 2007، حيث قامت بمسح كل من جبل أوجوس ديل سالادو ومونتي بيسيس، وقدّرت الارتفاع المؤقت للأول بـ 6,891 مترًا (22,608 قدمًا)، وللثاني بـ 6,793 مترًا (22,287 قدمًا).

## الجيولوجيا
يُعد مونتي بيسيس مركزًا بركانيًا كبيرًا يتكوّن من صخور الأنديسيت والدايسيت. تشكّل هذا البركان قبل ما بين 6.6 و6.2 مليون سنة. ومثله مثل سيرو بونيتي تشيكو، يُعد أحد المجمعات البركانية الضخمة التي تشكلت في تلك الحقبة نتيجة لتشوّه صفيحة نازكا تحت القشرة الأرضية. وقد توقّف النشاط البركاني في المنطقة منذ نحو مليوني عام.
يشكّل كل من جبل مونتي بيسيس، وسيرو بونيتي تشيكو، وإنكابيو مجمعًا بركانيًا ضخمًا يُعد من أعلى المجمعات البركانية في العالم. تشكّل بركان إنكابيو بعد أن توقف نشاط مونتي بيسيس البركاني، ولا تزال هناك مؤشرات على استمرار النشاط الحراري المائي في إنكابيو حتى يومنا هذا.

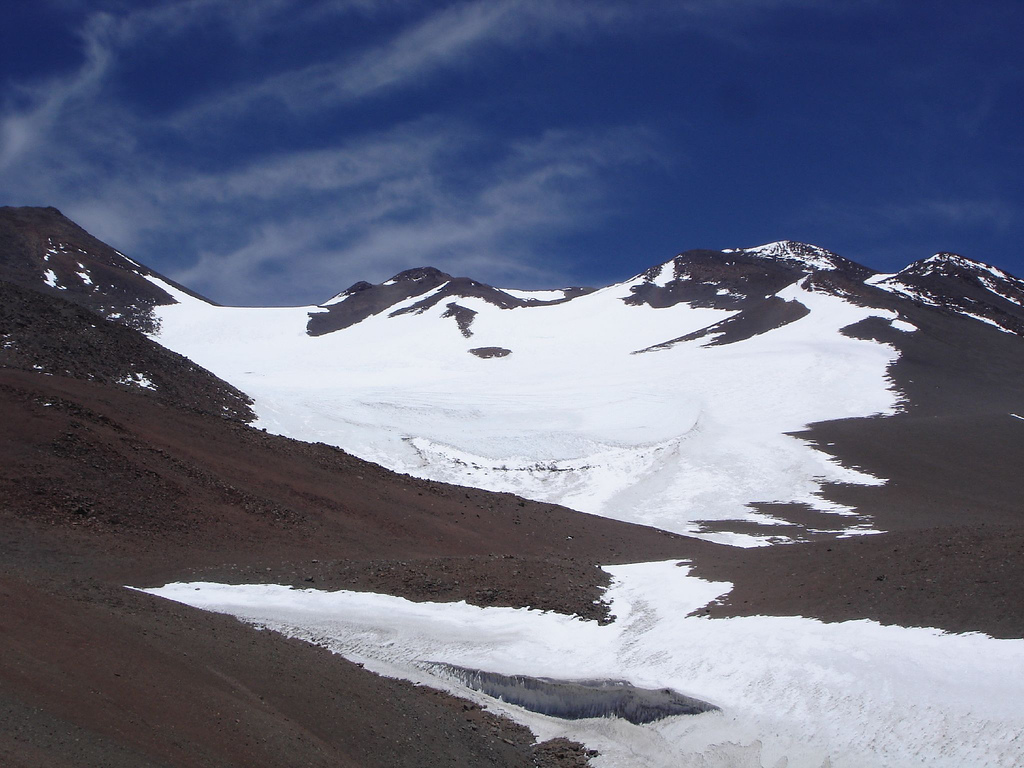
النهر الجليدي الرئيسي في جبل بيسيس